# Shunta Sera
Shunta Sera (japanisch 瀬良 俊太 Sera Shunta; * 11. Oktober 2001 in der Präfektur Saitama) ist ein japanischer Fußballspieler.

## Karriere
Shunta Sera erlernte das Fußballspielen in der Jugend von Ōmiya Ardija sowie in der Universitätsmannschaft der Universität Tsukuba. Seinen ersten Vertrag unterschrieb er am 1. Februar 2024 bei Kataller Toyama. Der Verein aus Toyama spielte in der dritten japanischen Liga, der J3 League. Am Ende der Saison 2024 belegte er mit dem Verein den dritten Platz und qualifizierte sich für die Aufstiegsspiele. Hier spielte man im Finale gegen Matsumoto Yamaga 2:2-Unentschieden. Da Katallar in der regulären Spielzeit den dritten Platz belegte, stieg man in die zweite Liga auf. In seiner ersten Spielzeit bestritt er 16 Drittligaspiele.